# Karen Buse
 Karen Buse   (* 27. November 1953 in Diepholz) ist eine deutsche Juristin. Sie war Richterin, Staatsrätin und von 2011 bis 2019 die erste Präsidentin des Hanseatischen Oberlandesgerichts Bremen.

## Ausbildung
Karen Buse besuchte bis zu ihrem Abitur 1972 das Kippenberg-Gymnasium in Bremen. Sie studierte von 1972 bis 1978 Rechtswissenschaften an der Universität Hamburg und der Universität Bremen. Sie beendete das Studium mit der Ersten Juristischen Staatsprüfung. Nach dem Rechtsreferendariat absolvierte sie die Zweite Juristische Staatsprüfung.

## Karriere
Nach Abschluss ihrer Ausbildung war Karen Buse zunächst wissenschaftliche Mitarbeiterin beim Landessozialgericht Bremen, von 1982 bis 1991 beim Amtsgericht Bremen Richterin in Zivilsachen. 1990 wurde sie zur Richterin am Oberlandesgericht Bremen ernannt, gleichzeitig aber zurück zum Amtsgericht Bremen abgeordnet, wo sie die Vizepräsidentschaft zunächst vertretungsweise übernahm. Am 1. Dezember 1992 wurde sie zur Vizepräsidentin des Amtsgerichts Bremen berufen.
Im September 2003 wurde sie vom Landtag zum stellvertretenden Mitglied des Staatsgerichtshofs Bremen gewählt.
2005 verließ Karen Buse Bremen. Sie übernahm ab dem 28. Juli 2005 in Berlin das Amt der Präsidentin des Amtsgerichts Charlottenburg, eines der größten deutschen Amtsgerichte. Mit dieser Neubesetzung erhielt das zweite Berliner Amtsgericht eine  eigene  Präsidentin. Bisher dahin hatte es, wie auch alle anderen Berliner Amtsgerichte, unter der Führung des Amtsgerichts Tiergarten gestanden.
Zum 1. August 2008 ging die Juristin nach Bremen zurück und wechselte in die Exekutive: Als Vertreterin von Senator Ulrich Mäurer wurde sie zur Bremer Staatsrätin beim Senator für Inneres und Sport berufen.
Zum 1. Dezember 2011 wurde die Juristin als Nachfolgerin von Wolfgang Arenhövel (SPD) zur Präsidentin des Hanseatischen Oberlandesgerichts in Bremen berufen. Justizsenator Martin Günthner hatte sich auf Vorschlag des Präsidenten des Hanseatischen Oberlandesgerichts und nach einhelligem Votum des Beteiligungsausschusses für Karen Buse entschieden. Die Juristin war die erste Frau an der Spitze dieses Gerichts und blieb bis zum Eintritt in den Ruhestand am 30. Juni 2019 im Amt. Ihre Nachfolgerin wurde Ann-Marie Wolff.

## Ämter und Mitgliedschaften
- Bis zu ihrer Pensionierung Erste Vorsitzende der Juristischen Gesellschaft Bremen.
- Mitglied der SPD.[7][8][9]
- Mitglied des Verwaltungsausschusses des Versorgungswerks der Ärztekammer Bremen.[10]
- Ab Ende 2020 Sonderermittlerin für die disziplinarrechtlichen Untersuchungen, die wegen Mobbingfällen und rechtsextremen Chats in Teilen der Feuerwehr Bremen eingeleitet worden waren[11]

## Engagement
Neben ihrer Tätigkeit als Zivil- und Präsidialrichterin brachte die Juristin zahlreiche Reformvorhaben voran: Unter anderem betreute sie am Oberlandesgericht zwei Modellvorhaben zur Einführung von Serviceeinheiten und EDV-Programmen.
Karen Buse setzte am Oberlandesgericht auch unangenehme Entscheidungen durch. So unterzog sie zum Beispiel richterliche Urteile einer Geschäftsprüfung, um zu sehen, wo Zeit verloren ging.
2016 nahm sie an Fachgesprächen zum Strafrecht zwischen dem Obersten Gerichts Georgiens und dem OLG Bremen teil.
Als die Juristin in den Ruhestand ging, war die Hälfte der Leitungsstellen an den Bremer Gerichten mit Frauen besetzt. Das, so Vizepräsident Stephan Haberland, sei ihr Verdienst. Bremer Gerichte wurden von Karen Buse personell stark geprägt: Von den 190 Bremer Richterinnen und Richtern, die es in dem Bundesland bei Karen Buses Verabschiedung gab, waren 72 in ihrer Amtszeit eingeführt worden.
Nach dem Rücktritt von Wolfgang Arenhövel wurde Buse im November 2024 von der Bremer Bürgerschaft für die Unabhängige Regionale Aufarbeitungskommission zur Aufarbeitung der sexualisierten Gewalt in der Evangelischen Kirche in Deutschland für die Region Nordwest (Gebiet der Konföderation und Bremen) vorgeschlagen. Sie nahm das Amt an.

## Familie
Karen Buse ist verheiratet und hat fünf Kinder. Die Vereinbarung von Familie und Beruf war, so die Juristin, die Leistung ihres Ehemannes.